# Basan
Basan (Hebreeuws: הבשן ha-Bashan 'de lichte grond') is de naam die in de oudheid gegeven werd aan de landstreek ten oosten van het Meer van Tiberias en ten noorden van de Jarmuk (de huidige grens tussen Syrië en Jordanië). In sommige periodes werden ook de landstreek Hauran en de Golanhoogten (met het voorhistorisch monument Gilgal Refaim waar volgens de legende koning Og begraven werd) tot Basan gerekend. Het gebied is een hoogvlakte, die zo'n 600 m boven zeeniveau ligt. Het stond in de oudheid bekend als bijzonder vruchtbaar.

## Koninkrijk Israël
Het gebied behoorde (overigens met tussenpozen) tot het koninkrijk Israël en droeg in hoge mate bij aan de welvaart van dat koninkrijk. Belangrijke steden in die tijd waren Edreï, Astarot, Salekah en Karnaïm. Tiglat-Pileser III maakte een einde aan de Israëlitische heerschappij over Basan en voegde het toe aan het Assyrische rijk.

## Batanea

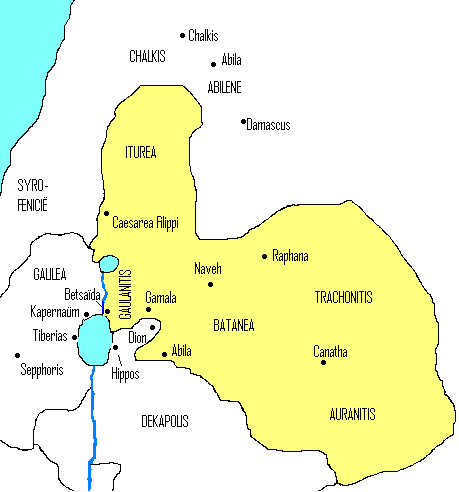
Het koninkrijk van Filippus en Herodes Agrippa II

In de Hellenistische en Grieks-Romeinse periode werd het gebied Batanea genoemd, al duidde dit strikt genomen een kleiner gebied aan dan het oorspronkelijke Basan. De belangrijkste steden in deze periode waren Seleucia, Hippos, Gamala, Abila en Dion.
Gedurende het begin van de hellenistische periode behoorde Batanea tot het Seleucidische rijk. Alexander Janneüs (103-76 v.Chr.) veroverde het echter op de Seleuciden en voegde het toe aan de Joodse Hasmonese staat. Na de verovering van het Hasmonese koninkrijk door de Romeinse generaal Pompeius (63 v.Chr.) werd Batanea aanvankelijk onderdeel van de provincia Syria, maar later in de eerste eeuw voegde keizer Augustus Batanea, samen met Auranitis, Trachonitis, Iturea en Gaulanitis toe aan het rijk van Herodes de Grote, als beloning voor het feit dat Herodes een einde had gemaakt aan de plundertochten van ene Zenodorus in Trachonitis. Na Herodes' dood werden deze gebieden samen één rijk, dat (met korte tussenpozen) bestuurd werd door Filippus, Herodes Agrippa I en Herodes Agrippa II. Na de dood van Agrippa II (rond 100 na Chr.) werd het gebied ingelijfd bij de provincia Syria. Deze situatie bleef in de volgende eeuwen ongewijzigd, totdat de oprukkende moslims het gebied in de 7e eeuw op het Byzantijnse Rijk veroverden.